# HMS J3
Pour les articles homonymes, voir J3.
Le HMS J3 est un sous-marin britannique de classe J exploité par la Royal Navy, et plus tard par la Royal Australian Navy sous le nom de HMAS J3.

## Conception
La classe J a été conçue par la Royal Navy en réponse à l’annonce de l’apparition de sous-marins allemands avec une vitesse en surface supérieure à 18 nœuds (33 km/h). Ces sous-marins avaient un déplacement de 1 210 tonnes en surface, et 1 820 tonnes en immersion. Chaque sous-marin avait une longueur totale de 275 pieds (84 m), avec un maître-bau de 22 pieds (6,7 m), et un tirant d'eau de 14 pieds (4,3 m). Le système de propulsion était construit autour de trois arbres d'hélice. La classe J était les seuls sous-marins à triple hélice jamais construit par les Britanniques. Leur propulsion était fournie par trois moteurs diesel de 12 cylindres en surface, et des moteurs électriques en immersion. Leur vitesse maximale était de 19 nœuds (35 km/h) en surface (ce qui faisait d’eux les sous-marins les plus rapides au monde au moment de leur construction) et de 9,5 nœuds (17,6 km/h) sous l’eau. Leur rayon d'action était de 4 000 milles marins (7 400 km) à 12 nœuds (22 km/h).
Leur armement se composait de six tubes lance-torpilles de 18 pouces (457 mm) (quatre à l’avant, un sur chaque flanc), plus un canon de pont de 4 pouces (101 mm). À l’origine, le canon était installé sur une plate-forme en avant du kiosque, mais la plate-forme a été plus tard étendue jusqu’à la proue et fusionnée dans la coque pour l’hydrodynamisme, et le canon a été déplacé sur une plate-forme installée à l’avant du kiosque. 44 personnes composaient l’équipage.

## Engagements
Le HMS J3 a été construit pour la Royal Navy par le Chantier naval royal de Pembroke Dock
au Pays de Galles, et lancé le 4 décembre 1915.
Après la guerre, l’Amirauté britannique décida que la meilleure façon de protéger la région du Pacifique était de le faire avec une force de sous-marins et de croiseurs. À cette fin, ils offrent en cadeau les six sous-marins survivants de la classe J à la Royal Australian Navy. Le J3 et ses sister-ships ont été commissionnés dans la RAN en avril 1919, et ont appareillé pour l’Australie le 9 avril, en compagnie des croiseurs Sydney et Brisbane, et du ravitailleur de sous-marins Platypus. La flottille atteint l’île Thursday le 29 juin et Sydney le 10 juillet. En raison de l’état des sous-marins après le long voyage, ils ont été immédiatement désarmés pour être remis en état.
Mis à part les exercices locaux et une visite en Tasmanie en 1921, les sous-marins ne sont guère utilisés. En juin 1922, le coût de l’entretien des bateaux conjugué à la détérioration des conditions économiques fait que les six sous-marins sont retirés du service et désignés pour élimination.

## Sort final
Le sous-marin est mis en vente le 12 juillet 1922. Il a été vendu en avril 1924 et sabordé en 1926 au large de Swan Island dans la baie de Port Phillip à 38° 14′ 39″ S, 144° 42′ 11″ E.